# دوري جزر كوك لكرة القدم 2000
دوري جزر كوك لكرة القدم 2000 (بالإنجليزية: 2000 Cook Islands Round Cup)‏ هو موسم من دوري جزر كوك لكرة القدم. فاز فيه Nikao Sokattak F.C. ‏.